# Wiener Schneckenfestival
Het Wiener Schneckenfestival is een halfjaarlijks terugkerend slakkenfestival - tijdens de vastentijd en in de herfst - in de Oostenrijkse hoofdstad Wenen. Het festival begon in 2010 en is een initiatief van slakkenboer Andreas Gugumuck die in samenwerking met toprestaurants in de stad gedurende deze festivals escargot op het menu zet.

## Thema's
Het herfstfestival van 2021 had als thema "Good food, good mood", geïnspireerd op Hanni Rützler's Food Report 2022. Hierbij draaide het om het idee dat het voedingssysteem en voedselproductie van de mens een enorme invloed heeft op het milieu, de mens' individuele gezondheid en welzijn. Hoewel slakken van oudsher een belangrijk onderdeel van de Oostenrijkse keuken zijn geweest, vertegenwoordigen ze ook het voedsel van de toekomst: slakken hebben namelijk slechts een fractie nodig van het voer dat wordt gebruikt in de klassieke vleesproductie en dragen ze bij aan een kleinere impact ten aanzien van het milieu en dus klimaatverandering.